# George Pell

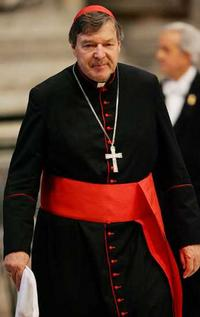
George Pell (2007)

Kardinalswappen

George Kardinal Pell AC (* 8. Juni 1941 in Ballarat, Victoria; † 10. Januar 2023 in Rom) war ein australischer Kurienkardinal der römisch-katholischen Kirche. Von 1996 bis 2001 war er Erzbischof von Melbourne und von 2001 bis 2014 Erzbischof von Sydney. Von April 2013 bis Oktober 2018 war er Mitglied des Päpstlichen Kardinalsrats. Von Februar 2014 bis Februar 2019 war er Präfekt des neu geschaffenen Wirtschaftssekretariats der Römischen Kurie.
Seit Juni 2017 war er aber für die Dauer seines Gerichtsverfahrens in Australien von seinen Amtspflichten freigestellt. 2008 wurde Pell die Vertuschung von Missbrauchsfällen vorgeworfen; 2017 begannen polizeiliche Ermittlungen gegen ihn wegen des sexuellen Missbrauchs von Jungen. Im anschließenden Gerichtsverfahren sprach ihn die Jury im Dezember 2018 einstimmig schuldig. Das Urteil, das in der Berufungsinstanz 2019 bestätigt wurde, wurde am 7. April 2020 durch den High Court of Australia letztinstanzlich einstimmig wieder aufgehoben und Pell damit mangels Beweisen von allen Vorwürfen freigesprochen.

## Leben

### Herkunft und Werdegang
George Pell, Sohn einer irischstämmigen katholischen Mutter und eines englischstämmigen anglikanischen Vaters, besuchte das Loreto-College und das St.-Patrick-College in Ballarat. Von 1956 bis 1959 war er aktiver Australian-Football-Spieler für den Richmond Football Club, der in der Australian Football League (AFL) spielt. Zugunsten seiner priesterlichen Berufung gab er sein sportliches Engagement auf. Von 1959 bis 1965 studierte er Philosophie und Theologie am Corpus-Christi-College in Werribee bei Melbourne und an der Päpstlichen Universität Urbaniana in Rom. Am 16. Dezember 1966 empfing er im Petersdom die Priesterweihe durch Kurienkardinal Krikor Bedros XV. Agagianian. An der University of Oxford beendete er 1971 ein kirchengeschichtliches Doktoratsstudium zum Ph.D. mit einer Dissertation über The exercise of authority in early Christianity from about 170 to about 270 (deutsch „Die Ausübung von Autorität im frühen Christentum von etwa 170 bis 270“). Während seiner Studienzeit in Oxford war er Kaplan des Eton College.
1971 kehrte er nach Australien zurück und war zwei Jahre lang Assistenzpriester in Swan Hill. 1973 wechselte er in die Seelsorge nach Ballarat und 1984 nach Bungaree. An der Monash University in Melbourne absolvierte er 1982 ein Masterstudium der Erziehungswissenschaften. Er war Bischofsvikar für die Erziehung und Bildung (1973–84), Direktor des Aquinas–Campus des Institute of Catholic Education (1974–84) und Rektor des Institute of Catholic Education (1981–84). Er war zudem von 1979 bis 1984 als Redakteur für Light tätig, die Diözesanzeitung von Ballarat. Von 1985 bis 1987 wirkte er als Rektor des Corpus-Christi-College in Melbourne.

### Bischof und Kardinal
Am 30. März 1987 wurde Pell von Papst Johannes Paul II. zum Titularbischof von Scala und zum Weihbischof der Erzdiözese Melbourne ernannt. Die Bischofsweihe spendete ihm am 21. Mai 1987 der damalige Erzbischof von Melbourne, Thomas Francis Little. Mitkonsekratoren waren der Bischof von Ballarat, Ronald Austin Mulkearns, und Weihbischof Joseph Peter O’Connell aus Melbourne. Pell wählte als Motto Nolite timere („Fürchtet euch nicht“; vgl. (Lk 2,10 )).

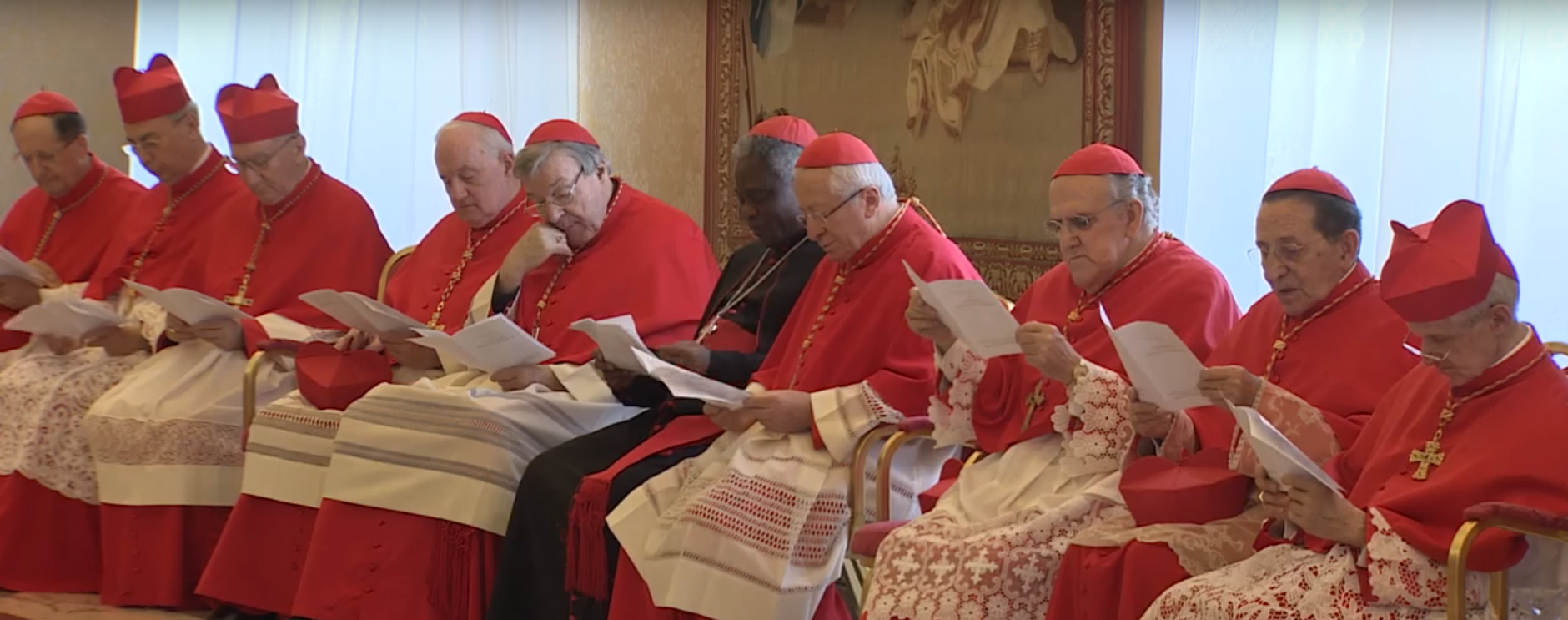
V. l. n. r. die Kardinäle Stella, Mamberti, Parolin, Ouellet, Pell, Turkson, Antonelli, Barragán, Herranz, Tauran beim Konsistorium März 2016

Little trat 1996 aus gesundheitlichen Gründen zurück; Pell wurde am 16. Juli 1996 zu dessen Nachfolger als Erzbischof von Melbourne ernannt. Die Amtseinführung fand am 16. August desselben Jahres statt. Als Erzbischof von Melbourne setzte Pell 1996 die „Melbourne Response“ zur Aufklärung von Missbrauchsvorwürfen in der katholischen Kirche ein.
Am 26. März 2001 wurde er zum Erzbischof von Sydney ernannt und am 10. Mai desselben Jahres in das Amt eingeführt.
Im Konsistorium vom 21. Oktober 2003 wurde er von Papst Johannes Paul II. als Kardinalpriester mit der Titelkirche Santa Maria Domenica Mazzarello in das Kardinalskollegium aufgenommen.
Papst Benedikt XVI. berief ihn für die XII. ordentliche Generalversammlung der Bischofssynode, die vom 5. bis zum 26. Oktober 2008 in Rom tagte, zum delegierten Präsidenten. Er übertrug ihm die Aufgabe, den Papst bei der Leitung der Weltkirche zu unterstützen und Änderungen der Apostolischen Konstitution Pastor Bonus vorzubereiten, die die Organisation der Kurie regelt. Mit diesem Auftrag bestimmte ihn Papst Franziskus im April 2013 zum Mitglied des Kardinalsrats, einer Gruppe von acht Kardinälen, die den Papst im Hinblick auf die Reform der Kurie beraten sollen. Am 24. Februar 2014 ernannte ihn Papst Franziskus zum Präfekten des mit dem Motu proprio Fidelis dispensator et prudens neuerrichteten Wirtschaftssekretariats.
Er war Großkreuz-Ritter und langjähriger Großprior der Ordensprovinz Australien-New South Wales des Ritterordens vom Heiligen Grab zu Jerusalem.
Pell trat am 25. Juli 1985 dem Orden des Heiligen Lazarus bei und wirkte viele Jahre als Seniorkaplan (SChlJ) in der Victoria-Kommende. Später setzte er seine Mitgliedschaft als nationaler Generalkaplan im Großpriorat Australien fort.
Pell wurde für sein Wirken als Generalkaplan des Lazarusordens und Verdienste um die Ökumene mit der Verleihung des kirchlichen Großkreuzes des Verdienstordens des Heiligen Lazarus, der höchsten Auszeichnung des Ordens, gewürdigt.
Pell war seit 1997 Vice Patron des Richmond Football Club, eines Australian-Football-Vereins in Richmond im australischen Bundesstaat Victoria. Bereits als Student 1957 spielte er für das unter dem Spitznamen „The Tigers“ bekannte Team.
Pell konzelebrierte bei der Beerdigung des emeritierten Papstes Benedikt XVI. am 5. Januar 2023.
George Pell starb am 10. Januar 2023 in Rom im Alter von 81 Jahren infolge von Komplikationen, die bei einer Hüftgelenksoperation aufgetreten waren.

## Vorwürfe von Vertuschung und Begehen von Sexualstraftaten
Im Jahr 2008 warfen ihm mehrere Opfer sexuellen Missbrauchs vor, ihre Fälle vertuscht zu haben. Pell richtete selbst eine Kommission zur Überprüfung der gegen ihn erhobenen Vorwürfe ein.
Im Mai 2015 bezeichnete Peter Saunders, ein Mitglied der 2014 gegründeten päpstlichen Kinderschutzkommission, Pell als „unhaltbar für den Vatikan“ und machte sich die Beschuldigungen der Missbrauchsopfer zu eigen. Saunders bezeichnete den Kardinal als „kalt, hartherzig und fast soziopathisch“ und legte Papst Franziskus nahe, Pell aus seinen Ämtern zu entfernen. Pell drohte Saunders juristische Schritte an, Vatikansprecher Federico Lombardi nahm Pell gegen die Vorwürfe Saunders’ in Schutz. Lombardi gab an, Nachforschungen anzustellen und Urteile zu einzelnen Fällen abzugeben, sei nicht Aufgabe der Kinderschutzkommission, und Saunders spreche nicht für diese. Pell bestritt, dem Neffen und Opfer des verurteilten pädophilen Priesters Gerald Ridsdale ein Schweigegeld angeboten zu haben, um eine Rücknahme der gegen den Täter vorgebrachten Anschuldigungen herbeizuführen.

### Strafverfahren

#### Erstes Verfahren gegen Pell und Freispruch
Die australische Staatsanwaltschaft prüfte 2017 Beweismaterial der Polizei, dem zufolge George Pell zwischen 1978 und 2001 als Priester in Ballarat und während seiner Zeit als Erzbischof von Melbourne selbst mehrere Jungen sexuell missbraucht habe. Ende Juni 2017 wurde bekannt, dass die Polizei im australischen Bundesstaat Victoria ein strafrechtliches Ermittlungsverfahren wegen des Verdachts auf Kindesmissbrauchs gegen Pell eingeleitet habe. Ihm wurden mehrere sexuelle Vergehen gegen Kinder zur Last gelegt, und er musste Ende Juli 2017 zu einer Gerichtsverhandlung in Melbourne erscheinen. Bei der ersten Anhörung ließ Pell über seinen Anwalt alle Anschuldigungen bestreiten und mitteilen, er werde auf unschuldig plädieren. Erstmals wurde damit gegen einen derart ranghohen Würdenträger im Vatikan wegen Missbrauchsvorwürfen ermittelt. Der Vatikan stellte Pell für die Dauer des Verfahrens von seinem Amt als Vatikan-Finanzchef frei. Pell hatte die Vorwürfe bereits im Mai 2017 als „völlig falsch“ bezeichnet, vor einer australischen Missbrauchskommission aber Fehler im Umgang mit Missbrauchsvorwürfen gegen katholische Priester in den 1970er Jahren eingeräumt.
Im März 2018 begann die Beweisaufnahme des Gerichts in Melbourne, bei der rund 50 Zeugen angehört wurden. Nach dem Tod eines Belastungszeugen vor Beginn der Beweisaufnahme zog die Staatsanwaltschaft im März 2018 eine von mehreren Anklagen wegen sexuellen Missbrauchs zurück. Nach weiteren Anhörungen wurde am 1. Mai 2018 das Hauptverfahren gegen Pell eröffnet. Pell durfte Australien vorerst nicht verlassen. Im August 2018 verhängte das zuständige Gericht eine strikte Mediensperre, um eine Beeinflussung der Geschworenen zu verhindern, was zu Verärgerung bei australischen Journalisten führte. Das Veröffentlichungsverbot sollte bis zur Verkündung des Urteils gelten. Von zahlreichen ausländischen Medien wurde dennoch weiter über den Fall, der in ganz Australien bekannt wurde, berichtet.
Am 11. Dezember 2018 sprach die Jury der Geschworenen Pell einstimmig schuldig, Ende 1996 einen zwölfjährigen und einen dreizehnjährigen Chorknaben sexuell missbraucht zu haben. Die Anklagepunkte blieben aber bis zum 26. Februar 2019 offiziell unbekannt. Grund hierfür war eine Nachrichtensperre wegen eines weiteren anhängigen Ermittlungsverfahrens gegen Pell, das nicht beeinflusst werden sollte. Pell blieb zunächst auf Kaution frei.
Am 12. Dezember 2018 gab der Vatikan bekannt, Papst Franziskus habe Pell und zwei andere Kardinäle wegen hohen Alters bereits im Oktober 2018 von ihren Pflichten im Kardinalsrat entbunden. Zum Gerichtsverfahren sagte Vatikansprecher Greg Burke, der Heilige Stuhl habe größten Respekt vor den australischen Gerichten.
Am 26. Februar 2019 entschied die Staatsanwaltschaft, die Tatvorwürfe aus den Jahren 1976–1980 in Ballarat nicht mehr zu verfolgen; das Berichterstattungsverbot wurde aufgehoben. Am 27. Februar wurde Pell im Anschluss an die Plädoyers zum Strafmaß verhaftet.
Die Verurteilung wurde in Australien teilweise scharf als Fehlurteil kritisiert. Der Kolumnist Andrew Bolt sprach aufgrund der seiner Meinung nach fehlenden Plausibilität der Anschuldigungen von einem „umgekehrten O.-J.-Simpson-Fall“.
Am 13. März 2019 wurde das Strafmaß verkündet: Pell wurde zu sechs Jahren Haft verurteilt; außerdem erhielt er einen Eintrag in das Register für Sexualstraftäter. Der Vorsitzende Richter Peter Kidd bezeichnete die Taten Pells als „atemberaubend arrogant“; er habe seine einflussreiche Stellung missbraucht und Vertrauen gebrochen. Pell hatte bereits im Februar 2019 Berufung angekündigt.
Als Termin zur Eröffnung des Berufungsverfahrens wurde der 5. Juni 2019 festgesetzt. Pell erklärte, das Urteil des Berufungsgerichts akzeptieren und nicht in die dritte Instanz gehen zu wollen. Die Staatsanwaltschaft hielt an ihrer Anklage fest. Am 7. Juni 2019 vertagte das Berufungsgericht sein Urteil, Pell musste weiter im Gefängnis verbleiben. Am 21. August 2019 wurde die Berufung Pells mit einer Mehrheit von zwei Richterstimmen zu einer abgelehnt, das Gericht ordnete Haftfortdauer an. Pells Verteidigung hatte erfolglos die Glaubwürdigkeit des Hauptzeugen in Zweifel zu ziehen versucht, der im Alter von 13 Jahren ein mutmaßliches Opfer Pells gewesen war.
Pells Anwälte kündigten an, eine weitere Berufung vor dem höchsten australischen Gericht in Betracht zu ziehen; Pell bestehe weiterhin auf seiner Unschuld. Am 17. September 2019 wurde die Berufung beim High Court of Australia eingereicht. Am 9. Oktober 2019 beantragte die Staatsanwaltschaft, Pells erneute Berufung abzuweisen. Im November 2019 entschied der High Court ohne Anhörung, sich mit Pells Berufung zu befassen.
Im Januar 2020 wurde Pell in das Hochsicherheitsgefängnis Geelong verlegt, nachdem eine Drohne illegal das Gefängnis Melbourne überflogen hatte, wo Pell zum Zeitpunkt des Überflugs inhaftiert war. In Australien müssen Drohnen einen Mindestabstand von 120 Metern zu Gefängnissen einhalten.
Die Anhörung vor dem High Court wurde am 11. März 2020 eröffnet und am 12. März vertagt, um beiden Prozessparteien Zeit für weitere Stellungnahmen zu geben.
Am 7. April 2020 hob der High Court of Australia mit 7 zu 0 Stimmen die Urteile der vorangegangenen Instanzen auf und sprach Pell nach dem Grundsatz im Zweifel für den Angeklagten von den Vorwürfen frei. In der Urteilsbegründung hieß es, dass die Jury der Vorinstanz die Beweislage nicht angemessen berücksichtigt habe. Unter anderem war von mehreren Zeugen ausgesagt worden, dass Pell sich nach der feierlichen Bischofsmesse ständig in Begleitung anderer befand und es in der Sakristei, in der der Belastungszeuge angeblich missbraucht worden sein soll, zudem ein ständiges Kommen und Gehen gab. Pell wurde anschließend aus dem Gefängnis entlassen und kehrte am 30. September 2020 nach Rom zurück.

#### Zweites Verfahren gegen Pell
Nach Pells Freilassung soll nach Medienberichten im April 2020 ein neues polizeiliches Ermittlungsverfahren gegen George Pell eingeleitet worden sein. Dem Kardinal soll vorgeworfen werden, in den 1970er-Jahren ein männliches Opfer sexuell missbraucht zu haben.

#### Verfahren gegen Journalisten
Ende März 2019 erhob die Staatsanwaltschaft Anklage gegen 23 Journalisten, denen sie einen Verstoß gegen die Nachrichtensperre im Fall Pell zur Last legte. Im Juni 2021 wurden in dem Zusammenhang zwölf Medienhäuser mit einer Strafe von insgesamt 1,1 Millionen Australischen Dollar (700.000 Euro) belegt.

### Zivilverfahren
Im März 2019 erhob das mutmaßliche Opfer eines George Pell persönlich vorgeworfenen Missbrauchsfalles in den 1970er-Jahren aus Ballarat Zivilklage. Im Juni 2019 erhob ein weiterer Mann den zivilrechtlichen Vorwurf, Pell habe in den 1980er-Jahren sexuellen Missbrauch durch einen Ordenspriester gedeckt.

## Mitgliedschaften
George Pell war Mitglied folgender Institutionen der römischen Kurie:
- Kardinalsrat (April 2013 bis Oktober 2018).
- Präfekt des Wirtschaftssekretariats (Februar 2014 bis Februar 2019;[61] seit Juni 2017 für die Dauer seines Gerichtsverfahrens in Australien von den Amtspflichten freigestellt;[62] Ablauf des fünfjährigen Mandats im Februar 2019.)[63]
- Kongregation für die Glaubenslehre (1990 bis 2000)
- Kongregation für die Bischöfe (seit 2012;[64] bestätigt 2013)
- Kongregation für die Institute geweihten Lebens und für die Gesellschaften apostolischen Lebens (seit 2014)[65]
- Kongregation für die Evangelisierung der Völker (seit 2014)[66]
- Päpstlicher Rat zur Förderung der Neuevangelisierung (seit 2011)[67]
- Vorsitzender des Komitees Vox Clara (seit 2011)

## Schriften
- George Pell: Prison Journal. Band 1: The Cardinal Makes His Appeal, 27 February–13 July 2019. Ignatius Press, San Francisco 2020, ISBN 978-1-62164-448-4 (englisch).
- George Pell: Prison Journal. Band 2: The State Court Rejects the Appeal, 14 July 2019–30 November 2019. Ignatius Press, San Francisco 2021, ISBN 978-1-62164-450-7 (englisch).
- George Pell: Prison Journal. Band 3: The High Court Frees an Innocent Man. Ignatius Press, San Francisco 2021, ISBN 978-1-62164-451-4 (englisch).
- George Pell: Unschuldig angeklagt und verurteilt (= Das Gefängnistagebuch. Band 1). Media Maria, Illertissen 2021, ISBN 978-3-947931-25-5 (englisch: The Cardinal makes his appeal. Übersetzt von Gabriele Stein, Cornelia M. Knollmeyer).
- George Pell: Die Berufung wurde abgewiesen (= Das Gefängnistagebuch. Band 2). Media Maria, Illertissen 2022, ISBN 978-3-947931-31-6 (englisch: The State Court rejects the appeal.).